# Maureen O’Sullivan
Maureen O’Sullivan, właśc. Maureen Paula O’Sullivan (ur. 17 maja 1911 w Boyle, zm. 23 czerwca 1998 w Scottsdale) – irlandzka aktorka i piosenkarka, matka Mii Farrow. Odtwórczyni roli Jane Parker w serii filmów o Tarzanie (1932–1942) w czasach Johnny’ego Weissmullera. 
Na przestrzeni ponad pół wieku zagrała w kilkudziesięciu filmach fabularnych i występowała z takimi aktorami jak Laurence Olivier, Greta Garbo, Fredric March, William Powell, Myrna Loy, Marie Dressler, Wallace Beery, Lionel Barrymore, Bracia Marx i Woody Allen. 27 lutego 1991 otrzymała własną gwiazdę w Alei Gwiazd w Los Angeles znajdującą się przy 6541 Hollywood Boulevard. W 2020 znalazła się na ósmym miejscu na liście największych irlandzkich aktorów filmowych „The Irish Times”. Stała się obywatelką USA w 1947.

## Życiorys

### Wczesne lata
Urodziła się w Boyle w hrabstwie Roscommon w Irlandii w rodzinie katolickiej jako córka Mary Evy Lovatt (z domu Frazer) i Charlesa Josepha O’Sullivana, oficera Connaught Rangers, który służył podczas I wojny światowej. Jako dziecko uczęszczała do szkoły klasztornej w Dublinie, a następnie do klasztoru Najświętszego Serca Jezusa w Roehampton w Anglii. Jedną z jej koleżanek z klasy była Vivian Mary Hartley, przyszła zdobywczyni Oscara, aktorka Vivien Leigh. Po ukończeniu szkoły Paryżu we Francji powrócił do Dublina, aby pracować z biednymi. W październiku 1929 przeniosła się z matką do Nowego Jorku.

### Kariera
W 1930 jako niespełna 19–latka poznała Franka Borzage, który obsadził ją w roli Eileen w swoim filmie Pre-Code Song O’My Heart dla 20th Century Studios, w którym wystąpił irlandzki tenor John McCormack. Wystąpiła w sześciu filmach dla wytwórni Fox, a następnie nakręciła trzy kolejne w innych studiach. 
W 1932 podpisała kontrakt z Metro-Goldwyn-Mayer. Wcieliła się w postać Jane w sześciu częściach cyklu filmów o Tarzanie (1932–1942) u boku Johnny’ego Weissmullera w roli tytułowej. W ekranizacji powieści Lwa Tołstoja – Anna Karenina (1935) w reżyserii Clarence’a Browna z tytułową rolą Grecie Garbo wystąpiła roli Kitty. W kostiumowej komedii romantycznej Roberta Z. Leonarda Duma i uprzedzenie (1940) na podstawie powieści Jane Austen z udziałem Laurence’a Oliviera i Greer Garson zagrała postać Jane Bennet. W 1962 debiutowała na Broadwayu w komedii Nigdy nie jest za późno. Wystąpiła w komedii Peggy Sue wyszła za mąż (1986) i komediodramacie Woody’ego Allena Hannah i jej siostry (1986), w którym tytułową rolę Hannah grała jej córka Mia Farrow Jej ostatnią ekranową rolą była ciocia Sue w sensacyjno–przygodowym filmie familijnym Good Old Boy: A Delta Boyhood (1988).

## Życie prywatne
O’Sullivan była katoliczką i demokratką. Była dwukrotnie zamężna. 12 września 1936 zawarła związek małżeński z reżyserem Johnem Farrow, który zmarł 27 stycznia 1963. Po jego śmierci O’Sullivan występowała okazjonalnie. Mieli siedmioro dzieci: trzech synów – Michaela Damiena, Patricka Josepha i Johna Charlesa oraz cztery córki – Marię de Lourdes, Stephanie, Prudence i Theresę Magdalenę „Tisę”. 22 sierpnia 1983 wyszła za mąż za biznesmena Jamesa Cushinga, który zmarł 23 czerwca 1998.

### Śmierć
Zmarła 23 czerwca 1998 w Scottsdale w Arizonie po powikłaniach po operacji serca w wieku 87 lat.

## Filmografia

### Filmy
- 1932: Człowiek-małpa – Jane Parker
- 1934: Miłość Tarzana – Jane Parker
- 1934: W pogoni za cieniem – Dorothy Wynant
- 1935: David Copperfield – Dora
- 1935: Anna Karenina – Kitty
- 1936: Ucieczka Tarzana – Jane Parker
- 1937: Dzień na wyścigach – Judy Standish
- 1939: Tarzan znajduje syna – Jane Parker
- 1940: Duma i uprzedzenie – Jane Bennet
- 1941: Skarb Tarzana – Jane Parker
- 1942: Tarzan w Nowym Jorku – Jane Parker
- 1986: Hannah i jej siostry – Norma
- 1986: Peggy Sue wyszła za mąż – Elizabeth Alvorg

### Seriale
- 1983: Wszystkie moje dzieci – Olive Whelan
- 1984: Guiding Light – Emma Witherspoon
- 1985: Search for Tomorrow – Elaine Descot